# آرسون
آرسون (به فرانسوی: Arçon) یک کمون در فرانسه است که در canton of Montbenoît واقع شده‌است. آرسون ۲۱٫۳۴ کیلومتر مربع مساحت دارد.